# FC Kitzbühel
Der FC Eurotours Kitzbühel, kurz FC Kitzbühel, ist ein österreichischer Fußballverein aus der Stadtgemeinde Kitzbühel im Bezirk Kitzbühel in Tirol und wurde 1930 gegründet. Die erste Herrenmannschaft spielt seit der Saison 2024/25 und nach einer Ligareform einem Jahr in der viertklassigen tt.com Regionalliga Tirol wieder in der Regionalliga West, 3. Liga Österreich. Die zweite Herrenmannschaft in der (siebtklassigen) Gebietsliga Ost des Landes Tirol.
Daneben existieren eine Reihe von Kinder- und Jugendmannschaften aller Altersstufen mit knapp 200 Kindern und Jugendlichen mit über 20 ausgebildeten Trainern im Nachwuchsbereich, sowie eine Damenmannschaft in Kooperation mit dem FC Kirchberg und eine Mannschaft der Alten Herren.
Zahlreiche ehrenamtliche Helfer in sämtlichen Bereichen, Unterstützer, Sponsoren und ein engagiertes Vorstandsteam komplettieren den Verein. Ca. 500 Mitglieder bilden das Rückgrat des Clubs. Damit zählt der FC Eurotours Kitzbühel zu den größten Vereinen in Kitzbühel und ist der größte sowie erfolgreichste Fußballverein im Bezirk Kitzbühel.

## Geschichte
Der Verein wurde bereits 1930 als Kitzbüheler Sportclub (KSC) gegründet. Nach Kriegsende und dem alliierten Verbot der Sportvereine 1945 wurde der Club am 4. März 1947 wiedergegründet und spielte lange in der Tiroler Liga. Berühmte Persönlichkeiten wie Toni Sailer, Christian Pravda oder Hansi Hinterseer haben bereits für den FC Kitzbühel gespielt. Aushängeschild ist derzeit der vom FC Kitzbühel ausgebildete österreichische Nationalspieler Lukas Hinterseer.
Am 18. Juni 2014 stieg der FC Kitzbühel als Meister der UPC-Tirol-Liga in die Regionalliga West auf.  Mit dem Meistertitel in der UPC-Tirol-Liga und dem Einzug in das Tiroler Cupfinale war das Spieljahr 2013/14 das erfolgreichste in der Vereinsgeschichte. Der 5. Platz in der Regionalliga West (Saison 2014/15) war ebenfalls herausragend. Im ÖFB-Cup war der österreichische Rekordcupsieger FK Austria Wien zu Gast. Dieses Spiel wurde vor über 2000 Zuschauern mit 0:5 verloren. In der Saison 2015/16 gelang der Mannschaft der Einzug in das Tiroler Cupfinale. Dieses Spiel gegen den überlegenen Meister der Regionalliga West, die WSG Wattens, stand nach 90 Minuten 1:1 und wurde erst im Elfmeterschießen verloren. Nach dieser Saison musste der FC Kitzbühel nach zweijähriger Regionalligazugehörigkeit den bitteren Gang zurück in die UPC-Tirol-Liga antreten.
In der Saison 2016/17 gelang dem FC Kitzbühel der Wiederaufstieg in die Regionalliga West. Wieder waren sie im Cupfinale und wieder verloren sie erst im Elfmeterschießen, dieses Mal gegen den SV Wörgl. Im ÖFB Cup verlor der Club gegen die Bundesligamannschaft des LASK knapp mit 0:1 durch einen abgefälschten Freistoß in der 86. Spielminute.
Durch die Abschaffung der Regionalliga West spielen die Kitzbüheler ab der Saison 2019/20 in der Regionalliga Tirol.
Dort belegte der FC Kitzbühel 2019/20 den 5. Gesamtrang, 2020/21 wurde die Saison aufgrund von Corona abgebrochen. Zu diesem Zeitpunkt stand Kitzbühel an der Tabellenspitze und war am besten Wege den Meistertitel nach Kitzbühel zu holen. 2021/22 wurde Kitzbühel wie bereits 2019/20 Gesamt-5.
Im Jahr 2022/23 benötigte man den 5. Gesamtrang um den Sprung in die wieder reaktivierte Regionalliga West zu schaffen. Leider führte eine Herbstrunde mit unzähligen Verletzten dazu, dass das Obere Playoff um einen Platz verpasst wurde. Aus diesem Grund findet man sich seit der Saison 2023/24 in der tt.com Regionalliga Tirol wieder.
Das Jahr 2023/24 gestaltete sich nach einem großen Kaderumbruch (halbe Mannschaft wurde ausgetauscht) zu einem der erfolgreichsten der Vereinsgeschichte. Die Philosophie auf eine Mannschaft mit heimischen Top-Talenten ergänzt mit einer Achse aus starken Legionären, allesamt mit einwandfreiem Charakter zu setzen zeigte Wirkung. Das Trainerteam um Cheftrainer Paul Schneeberger leistete sensationelle Arbeit. Durch eine sensationelle Teamleistung konnte der Tiroler Meistertitel in der tt.com Regionalliga Tirol gefeiert werden. Im Endspiel mit den Punktegleichen und durch Tordifferenz vor Kitzbühel liegenden WSG Tirol Juniors im Sportstadion Langau Kitzbühel konnte vor über 1000 Fans mit 2:1 der Meistertitel gefeiert werden. Damit glückte der direkte Wiederaufstieg in die Regionalliga West (3. höchste Spielklasse Österreichs).

## Titel und Erfolge
- 15 × Drittligateilnahme: 1951/52, 1952/53, 1954/55, 1955/56, 1963/64 bis 1965/66 (Tiroler Landesliga), 2014/15, 2015/16, 2017/18, 2018/19 (Regionalliga West), 2019/20, 2020/21, 2021/22, 2022/23 (Regionalliga Tirol), 2024/25 (Regionalliga West)
- 3 × Tiroler Meister – 2 × Meister der Tiroler Liga: 2013/14, 2016/17 & 1 × Meister der tt.com Regionalliga Tirol: 2023/24

- 3 × Finalist des Tiroler Fußballcups: 2014, 2016, 2017